# Юлсубино
Юлсубино (тат. Балтач) — село в Рыбно-Слободском районе Республики Татарстан. Административный центр Юлсубинского сельского поселения.
Расположено на реке Суша в северо-восточной части района, в 27 км к северо-востоку от поселка городского типа Рыбная Слобода и в 110 км к востоку от города Казань.

## История
Известно с 1616 года под названием Балтаево. В дореволюционных источниках упоминается также как Елсова Балтачи. Второе название села (Балтач) происходит от слова «балтачы» (тат.) —  плотник. В XVIII — первой половине XIX веков жители относились к категории государственных крестьян. Занимались земледелием, разведением скота. 
По сведениям переписи 1897 года, в деревне Юлеубино (Балтачи) Лаишевского уезда Казанской губернии жили 1115 человек (548 мужчин и 567 женщин), из них 1096 мусульман.
В начале XX века в селе Юлсубино функционировали 2 мечети (сохранилось здание первой соборной мечети, построенной около 1916 года), медресе, 2 мельницы, красильное заведение, 5 мелочных лавок. В этот период земельный надел сельской общины составлял 1813 десятин.
До 1920 года село входило в Урахчинскую волость Лаишевского уезда Казанской губернии. С 1920 года в составе Лаишевского кантона Татарской АССР. С 1927 года в Рыбно-Слободском, с 1935 года в Кзыл-Юлдузском районах. В 1963—1965 годах в связи с ликвидацией Рыбно-Слободского района входил в состав Мамадышского района. С 1965 года вновь вошел в состав Рыбно-Слободского района.

## Население
| 1782       | 1859 | 1897 | 1908 | 1920 | 1926 | 1938 | 1949 | 1958 | 1970 | 1989 | 2002 | 2010 |
| ---------- | ---- | ---- | ---- | ---- | ---- | ---- | ---- | ---- | ---- | ---- | ---- | ---- |
| 112 (муж.) | 726  | 1173 | 1374 | 1374 | 1290 | 1150 | 995  | 956  | 1016 | 630  | 565  | 516  |

Национальный состав
Согласно результатам переписи 2002 года, в национальной структуре населения села татары составляли 100% из 565 человек.

## Достопримечательности
Первая соборная мечеть (начало XX века). Пример татарской мечети XX века в стиле рационального неоклассицизма.

## Известные личности
• Баширова Зайнаб Хузяхановна (1903-1984), поэтесса
• Файзуллин Равиль Габдрахманович  (1943), татарский писатель и поэт, публицист. Народный поэт Республики Татарстан (1999), заслуженный деятель искусств РСФСР, лауреат Республиканской премии имени Мусы Джалиля (1970), Государственной премии Республики Татарстан имени Габдуллы Тукая (1978).
• Файзуллин Рустем Габдрахманович (1950-2020), татарский поэт, журналист, заслуженный работник культуры Татарстана, обладатель премии Союза писателей имени Гаяза Исхаки
• Мубараков Рифгат Гусманович (1951), директор по производству АО «Саянскхимпласт»,  кандидат технических наук (1998), заслуженный инженер России (2005), заслуженный химик Российской Федерации (2006), действительный член Российской инженерной академии
• Гарифуллина Расима Ахметзакировна (1957), поэтесса, журналист